# Eleição municipal de Foz do Iguaçu em 2000
A eleição municipal de Foz do Iguaçu em 2000 ocorreu em 1 de outubro de 2000. O então prefeito era Harry Daijó (PPB), que tentou a reeleição. O prefeito eleito foi Celso Samis da Silva (PMDB).

## Resultado da eleição

### Primeiro turno
| Candidatos a prefeito          | Candidatos a vice-prefeito | Número | Coligação                                                  | Votação | Percentual |
| ------------------------------ | -------------------------- | ------ | ---------------------------------------------------------- | ------- | ---------- |
| Celso Samis da Silva PMDB      | José Cláudio Rorato PMDB   | 15     | Movimento Reage Foz (PMDB, PRP, PMN)                       | 38.954  | 31,23%     |
| Sérgio Spada PSDB              | Carlos Budel PTB           | 45     | Ética e Trabalho (PSDB, PTB, PL, PSDC, PAN, PST, PSD, PSL) | 32.983  | 26,44%     |
| Paulo Mac Donald PDT           | Marli Bernardes PT         | 12     | Foz Somos Nós (PDT, PCdoB, PT)                             | 20.194  | 16,19%     |
| Sérgio Leonel Beltrame PFL     | Liciane Neumann PPS        | 25     | Acelera Foz (PFL, PSC, PPS)                                | 16.899  | 13,55%     |
| Harry Daijó PPB                | Erivelto Martins PSB       | 11     | Progresso e Cidadania (PPB, PSB, PRN, PTN, PV)             | 14.900  | 11,94%     |
| Flávio Deni Fonseca Nakad PRTB | Juraci Hundebert PRTB      | 28     | PRTB (sem coligação)                                       | 775     | 0,62%      |
| Referência:                    |                            |        |                                                            |         |            |